# Les Masuques
Les Masuques és un poble situat al municipi de Castellet i la Gornal, que es troba a la comarca de l'Alt Penedès.
El poble està estructurat al voltant de dos carrers principals, el carrer Nou i el carrer Major, que connecten directament amb la carretera de Castellet, l’únic accés per via rodada al nucli. Originàriament, Les Masuques estava format per un petit conjunt de cases. Amb el temps, l’augment de construccions va donar lloc a la denominació en plural.
Tradicionalment, Les Masuques ha estat un poble de caràcter rural, envoltat de vinyes. Aquesta vinculació amb el món agrícola es reflecteix en la data de celebració de la festa major, que té lloc just després de la verema.
A menys d’un quilòmetre del nucli es troba l’ermita de Sant Esteve, una construcció d’origen romànic datada al segle XI. Aquesta ermita va ser cedida a la parròquia pels propietaris de la masia veïna. A pocs metres d’aquesta construcció també s’hi pot observar un pont d’època romana, anterior a l’era cristiana.
La patrona del poble és la Mare de Déu del Foix, una advocació que ha influït notablement en l’antropònim local, ja que el nom Foix és habitual entre les nenes nascudes al poble i a la rodalia. Aquest nom també fa referència al riu Foix, que travessa la zona.